# Kokchetavite
La kokchetavite è un minerale appartenente al gruppo del feldspato.